# Capanna Alpe Canaa
La Capanna Alpe Canaa è un rifugio alpino situato sull'Alpe Canaa sotto il Pizzo Cramalina nel comune di Lodano nell'alta Valle di Lodano nelle Alpi Ticinesi. È un rifugio e tappa della Via Alta Vallemaggia..

## Caratteristiche e informazioni
Il rifugio sull'Alpe Canaa si trova a 1.843 m s.l.m. ai piedi del Pizzo Cramalina a 2.321 m s.l.m. sopra Lodano.
Il rifugio è costituito da due edifici costruiti dalle rovine dell'ex Alpe Canaa. La capanna ha 20 posti letto (piumini) con doccia e WC. È occupato poche settimane all'anno. Incustodito, offre la possibilità di cucinare. Sono disponibili bevande e cibo (pasta, riso, ecc.). Gli animali non sono ammessi.

## Accessi
Il rifugio può essere raggiunto attraverso i seguenti sentieri di montagna (livello di difficoltà T2):
- Da Lodano (Valle Maggia) - Castèll - Alpe Canaa in 4 ore e mezza di cammino.
- Da Lodano - Soláda d Zóra - Alp di Pii - Alpe Canaa in 4 ½ ore.
- Da Gresso (Valle Onsernone) - Passo della Bássa - Alpe Canaa in 3 ore.

## Attraversamenti di capanne vicine
- Da Capanna Alzasca in 3 ore e 45 minuti.